# Уелтон
Уелтон Фелипе Парагуа де Мело (на португалски: Welton Felipe Paraguá de Melo) е бразилски футболист, нападател.
През 2022 г. подписва договор с Левски (София). Дебютира в официален мач при домакинската победа с 2:1 над Локомотив (Пловдив) на 19 февруари 2022 г.
През октомври 2023 г. получава българско гражданство.

## Успехи
Левски (София)
- Купа на България (1): 2022